# Chaplin som Logerende
Chaplin som Logerende er en amerikansk stumfilm fra 1914 af George Nichols.

## Medvirkende
- Charles Chaplin
- Minta Durfee
- Edgar Kennedy
- Gordon Griffith
- Alice Davenport